# Manometrija visoke rezolucije
Manometrija visoke rezolucije (engl. High Resolution Manometry) HRM) jedna je od dijagnostičkih i funkcionalnih metoda koja se koristi za procenu motoričke funkcije jednjaka. Ovom metodom se meri aktivnost intraluminalnog pritiska u jednjaku pomoću serije blisko raspoređenih senzora pritiska. Da bi sistem manometrije bio klasifikovan kao „sistem visoke rezolucije“ za razliku od „konvencionalnog sistema manometrije“, senzori pritiska moraju biti razmaknuti na udaljenosti od najviše 1 cm.
U ovoj vrsti manometrije koriste se dve dominantne tehnologije transdukcije pritiska: senzori pritiska u čvrstom stanju i senzori pritiska sa perfuzijom vode. Svaka od navedenih tehnologija transdukcije pritiska ima svoje inherentne prednosti i nedostatke. Sistemi za upravljanje ljudskim resursima takođe zahtevaju napredni računarski hardver i softver za čuvanje i analizu podataka manometrije.

## Istorija
Manometrija visoke rezolucije koja se razvila iz konvencionalne manometrije, prvo je kao fenomen pritiska jednjaka dobjana primenom do osam vodom perfundiranih manometrijskih katetera. Izlazne vrednosti prikazivane su jednostavnim linijskim formatom.
Kada je početkom 1990-ih, američki je gastroenterolog Ray Clouse počeo raditi na usavršavanju tehnike, on je analzirao promene onih dilova jednjaka koji nisu bili pokriveni široko razmaknutim senzorima, i tom prilikom došao do ideje da se linijski nalazi generiršu i superponiraju na ravnu površinu. Onda je svaka linija digitalizovana, a svakoj je vrednosti pritiska označen određenom boja, sa spektrom plave i zelene boje u prikazu nižih vrednosti pritiska, do toplijih boja koje predstavljaju više vrednosti pritiska.  Tako je nastao prikaz ju obliku topografska karta u boji pritiska jednjaka.

## Osnovne informacije
Uz endoskopske i radiološke metode, osovinu dijagnostike funkcijskih poremećaja gastrointestinalnog trakta čini manometrija. Radi se o tradicionalnoj metodi kojom se ispituje funkcionalna sposobnost gornjeg i donjeg sfinktera jednjaka ili sfinktera rektuma. 
Razvoj ove metod omogućio je prateći razvoj informatičke tehnologije, koji je konvencionalnu manometriju s početka 21. veka transformisao u manometriju visoke rezolucije.
Prednosti
Tehnika visoke rezolucije omogućava:
- bolju prostorno ratlikovanje svih segmenata gastrointestinalnog trakta,
- lakšu inicijalnu orijentacija prema svim strukturnim podjedinicama gastrointestinalnog sistema
- kraće vreme pregleda, što bolesniku uvelike olakšava podnošljivost procedure. Manometrija visoke rezolucije koristi dve vrste katetera: čvrsti i vodom-perfundirani (silikonski), u koji su ugrađeni multipli senzori koji imaju mogućnost radijalne detekcije signala iz bliskih delova tkiva.

Današnja tehnologija omogućuje i inkorporaciju impedancijskih senzora u kateter, zasnovan na promenama otpora u tkivu jednjaka detekticiji suptilne promene u tranzitu bolusa hrane ili tečnosti. U manometriji visoke rezolucije (HRM), kateteri sa senzorima pritiska na razmaku od 1 do 2 cm se postavljaju tako da obuhvataju dužinu koja se proteže od hipofarinksa do želuca tako da se pritisci koji se stvaraju duž cele dužine jednjaka mogu meriti istovremeno. Sofisticirani softver obrađuje izlaz HRM pritiska korišćenjem interpolacije za generisanje dijagrama topografije pritiska jednjaka (EPT) koji predstavljaju pokretljivost jednjaka i funkciju sfinktera na bojom kodiranim grafikonima pritisak-prostor-vreme.  Analiza EPT dijagrama je olakšana objektivnim metrikama funkcije jednjaka koje generiše softver za analizu i mogu se primeniti za klasifikaciju pojedinačnih gutanja i generisanje dijagnoze pokretljivosti jednjaka. 
Funkcionalni, odnosno poremećaji motiliteti jednjaka prema definiranim parametrima Chicago klasifikacije kategorišani su u poremećaje s opstrukcijom na nivou ezofago-gastričnog spoja, velike poremećaje i male poremećaje peristaltike.

## Značaj
Uvođenje ove metode, kao i redovno ažuriranje Čikago klasifikacije, omogućen je značajan napredak u dijagnostici i lečenju sve češćih funkcijskih poremećaja jednjaka i kliničkih fenotipova motoričkih poremećaja jednjaka.

## Indikacije
HRM je indikovana kod:
- gastroezofagealne refluksne bolesti (GERB) sa gorušicom i regurgitacijom,[8]
- evaluacije bolesnika koji očekuju antirefluksno lečenje,

- evaluacije donjeg sfinktera jednjaka,

- isključenju teške peristaltičke disfunkcije tela jednjaka.
- dijagnostici disfagije, kada treba odvojiti faringealnu od ezofagealne disfagije.[9]
- diferencijalnoj dijagnostici bolesti u prsima,
- ruminacijе[10] i podrigivanju (kada treba napraviti razliku između supragastričnog i gastrično podrigivanja).

## Priprema bolesnika za izvođenje testa
Kao i kod drugih endoskopskim testova i kod manometrija visoke rezolucije, bolesnik treba doći natašte – nakon minimalno 6 sati apstinencije od hrane, a kako bi se sprečila eventualna aspiracija u disajne puteve sadržaja želuca ili jednjaka. Iako sama procedura ne predstavlja rizik za pacijenta, izuzevši bol u nosu, moguća blaža nazalna krvarenja, suvo grlo, mučninu ili povraćanje, sa ovim simptomima bolesnika treba upoznati. 
Standardni manometrijski protokol uključuje merenje bazalnog pritiska gornjeg i donjeg sfinktera 30 sekundi u mirovanju, nakon čega sledi deset gutljaja po 5 ml slane vode u ležećem ili poluležećem položaju. Razmak između svakog gutljaja mora biti trideset sekundi, odnosno do trenutka kada je kontrakcija jednjaka završena, a pritisak se ezofago-gastričnog sastac vratio na bazalnu vrednost. Na osnovni protokola gutanje vode nastavlja se (zavisno od dijagnozi) ispitivanjem funkcionalne rezerve jednjaka malim volumenom vode tokom brzog gutanja, a potom i većim volumenom vode. Ovim se testovima procjenjuje rezerva motorne funkcije jednjaka i inhibicija korpusa jednjaka velikim volumenom vode.
Kod bolesnika kod kojih postoji sumnja na opstrukciju izlaznog dela jednjaka preporučuje se obavljanje dodatnog testiranje polukrutom i krutom hranom, kako bi se ispitala snaga peristaltike i evaluacija potencijalne presurizacije. S obzirom na to da jednostruki gutljaji vode retko stimulišu razvoj simptoma, uvođenje polukrute i krute hrane može detektovati klinički važniju disfunkciju jednjaka kako bi se na osnovu toga usmerilo dalje lečenje.